# Handball Bad Salzuflen
Handball Bad Salzuflen ist eine Handballspielgemeinschaft aus Bad Salzuflen im Kreis Lippe. Die erste Mannschaft der Frauen spielte in der 3. Liga.

## Geschichte
Die Spielgemeinschaft entstand am 6. März 2013 und wurde von den Vereinen TuS Ehrsen, TG Schötmar und TuS Knetterheide gebildet. Die beiden letztgenannten Vereine bildeten zuvor schon die SG Knetterheide-Schötmar.
Noch unter dem Namen SG Knetterheide-Schötmar wurde die 1. Damenmannschaft im Jahre 2004 Meister der Oberliga Westfalen und stieg in die drittklassige Regionalliga auf. Als Fünfter der Saison 2009/10 qualifizierte sich das Team für die neu geschaffene 3. Liga. Dort sicherte sich die Mannschaft in der Saison 2012/13 nur durch den besseren direkten Vergleich gegen die zweite Mannschaft des Thüringer HC. Eine Saison später wurde die Klasse durch den besseren direkten Vergleich mit dem MTV Rohrsen und den TSV Hahlen erreicht. 2017 stieg die Frauenmannschaft dann in die Oberliga Westfalen ab und wurde ein Jahr später in die Verbandsliga durchgereicht. Im Jahre 2019 gelang dann der direkte Wiederaufstieg in die Oberliga. Im Jahr 2022 gewann die Damenmannschaft die Oberligameisterschaft und stieg in die 3. Liga auf. Nach einem Jahr Drittklassigkeit stieg die Damenmannschaft wieder in die Oberliga ab.
Die erste Herrenmannschaft stieg 2018 in die Landesliga auf. Nach zwei Jahren in dieser Liga wurde mit einem deutlichen Abstand der „Corona-Aufstieg“ in die Verbandsliga gefeiert. Zusammen mit dem zweit- und drittplatzierten (Eintracht Oberlübbe und SW Wehe) startete die fast identisch gebliebene Mannschaft in die neue Saison.
Mit Beendigung der Saison 2019/2020 trat einer der drei Stammvereine aus der Spielgemeinschaft aus und Handball Bad Salzuflen setzt sich aktuell aus TG Schötmar und TuS Knetterheide zusammen.

## Persönlichkeiten
- Anna Giuruki